# Herb guberni łomżyńskiej
Herb guberni łomżyńskiej przedstawiał na tarczy w polu błękitnym łódź złotą z czterema wiosłami, tzw. berlinka z  żaglami białymi i takimż proporcem masztowym, po bokach której dwa romby srebrne. Tarczę herbu wieńczyła korona cesarska, po bokach złote gałęzie dębowe przewinięte błękitną wstęgą orderu świętego Andrzeja.
Herb został ustanowiony na podstawie rozporządzenia Komitetu Administracyjnego w Królestwie Polskim z 17 lutego 1868 roku i ukazu carskiego z 25 lutego 1869 roku, wprowadzonych w życie 26 lutego 1870 roku.